# Neopetrosia perforata
Neopetrosia perforata är en svampdjursart som först beskrevs av Claude Lévi 1959.  Neopetrosia perforata ingår i släktet Neopetrosia och familjen Petrosiidae.
Artens utbredningsområde är havet utanför São Tomé och Príncipe. Inga underarter finns listade i Catalogue of Life.